# Меркуши (Уржумский район)
Меркуши — деревня в Уржумском районе Кировской области в составе Рублёвского сельского поселения.

## География
Находится на расстоянии примерно 23 километра на северо-запад от районного центра города Уржум.

## История
Известна с 1873 года, когда в ней учтено было дворов 6 и жителей 62, в 1905 — 25 и 184, в 1926 — 36 и 207, в 1950 — 43 и 175 соответственно. В 1989 году отмечено 195 жителей.

## Население
Постоянное население составляло 167 человека (русские 63 %, мари 37 %) в 2002 году, 92 — в 2010.